# Rhamphosipyloidea longithorax
Rhamphosipyloidea longithorax är en insektsart som först beskrevs av Ludwig Redtenbacher 1908.  Rhamphosipyloidea longithorax ingår i släktet Rhamphosipyloidea och familjen Diapheromeridae. Inga underarter finns listade i Catalogue of Life.